# Gian Ferdinando Tomaselli
Gian Ferdinando Tomaselli (Salò, província de Brescia, 29 d'abril de 1876 - Selvino, 15 de juliol de 1944) fou un ciclista italià, de finals del segle xix i principis del segle xx. Es va dedicar a les curses en pista.

## Palmarès
- 1897
  -  Campió d'Itàlia en Velocitat
- 1899
  -  Campió d'Itàlia en Velocitat
  - 1r al Gran Premi de París
  - 1r al Gran Premi de l'UVF